# Сульфид кобальта(II,III)
Сульфид кобальта(II,III) — неорганическое соединение, соль металла кобальта и сероводородной кислоты с формулой Co3S4,
может рассматриваться как тиокобальтат(III) кобальта(II) Co[Co2S4],
серо-чёрные кристаллы,
не растворяется в воде.

## Получение
- В природе встречается редкий минерал линнеит[нем.] (назван в честь Карла Линнея), или кобальтовый колчедан — Co3S4 с примесями Ni, Fe, Cu, Se.

- Прокаливание сульфида кобальта(II) в токе сероводорода:

{\displaystyle {\mathsf {3CoS+H_{2}S\ {\xrightarrow {400-500^{o}C}}\ Co_{3}S_{4}+H_{2}}}}

## Физические свойства
Сульфид кобальта(II,III) образует серо-чёрные парамагнитные кристаллы,
кубической сингонии,
пространственная группа F d3m,
параметры ячейки a = 0,9401 нм, Z = 8.
Не растворяется в воде.

## Химические свойства
- Разлагается при нагревании:

{\displaystyle {\mathsf {Co_{3}S_{4}\ {\xrightarrow {680^{o}C}}\ 2CoS+CoS_{2}}}}